# Jessed Hernàndez i Gispert
Jessed Hernàndez i Gispert (Mataró, Maresme, 25 d'octubre de 1983) és un corredor de muntanya i de raquetes de neu català.
El corredor de l'Associació 'Mountain Runners' del Berguedà, resident a Estana, a la Cerdanya, i membre de la selecció catalana de raquetes de neu, fill de l'alpinista Manolo Hernández, des de l'any 2005 competeix en maratons de muntanya i curses verticals, i també en proves de raquetes de neu. L'any 2008 aconseguí el Campionat d’Europa de la modalitat de curses de muntanya amb raquetes de neu,
Tot i que el 8 de juliol de 2012 va guanyar la prova de mitja marató als SkyGames, com que hi participava amb la selecció catalana no li fou atorgada cap medalla i tampoc no entrà a les classificacions oficials.
L'any 2015 Jessed Hernàndez va guanyr l'Ultra Trail Barcelona. Aquest mateix any 2015, juntament a altres corredors i esquiadors, Jessed Hernàndezva ser homenatjat a la Festa de la FEEC, que es va celebrar al Born Centre Cultural. L'any 2016 fou subcampió d’Espanya de Curses per Muntanya. Pel que fa a la prova de quilòmetre vertical, Jessed Hernández ha estat campió absolut del Campionat d'Espanya de KV en tres ocasions, el 2010, el 2014 i el 2015, i obtingué la tercera posició el 2012.